# Raymond Sabot
Pour les articles homonymes, voir Sabot.
Raymond Sabot, né le 10 décembre 1919 à Bagneux et mort le 7 août 2008 à Jouarre, est un militaire et résistant français, Compagnon de la Libération. 

## Biographie

### Jeunesse et engagement
Raymond Sabot naît le 10 décembre 1919 à Bagneux, en Meurthe-et-Moselle, d'un père pâtissier,. Après ses études et l'obtention de son brevet élémentaire, il décide de s'engager dans l'armée et entre dans l'infanterie coloniale en décembre 1937. Il est promu caporal en avril 1939.

### Seconde Guerre mondiale
Affecté au 24e régiment d'infanterie coloniale (24e RIC), il est promu sergent en avril 1940. Stationné au Liban, le régiment ne prend pas part à la bataille de France. Le 27 juin 1940, après avoir appris l'armistice, Raymond Sabot décide de s'enfuir vers la Palestine pour rejoindre l'armée britannique. Parti avec d'autres camarades du 24e RIC sous le commandement de Raphaël Folliot, il s'engage avec eux dans les forces françaises libres. Rejoint par d'autres hommes du régiment passés par Chypre, l'ensemble forme le 1er bataillon d'infanterie de marine (1er BIM). Au sein de cette unité, Raymond Sabot prend part à la guerre du désert en Libye puis à la campagne de Syrie à l'été 1941. De retour en Libye en 1942, il participe à la bataille de Bir Hakeim. Après celle-ci, le 1er BIM fusionne avec le Bataillon du Pacifique pour former le Bataillon d'infanterie de marine et du Pacifique (BIMP) avec lequel Raymond Sabot participe à la campagne de Tunisie de février à mai 1943 avant d'être promu sergent-chef. 
Avec la 1re division française libre à laquelle est subordonné le BIMP, il prend part à la campagne d'Italie à partir d'avril 1944,. Le 13 mai, lors des combats de Girofano, Raymond Sabot est blessé par des éclats d'obus. Hospitalisé en Tunisie, il rejoint ses camarades en août 1944 pour le débarquement de Provence et est à nouveau blessé le 19 août lors des combats autour de Hyères. Il termine la guerre avec le grade d'adjudant.

### Après-Guerre
Continuant sa carrière militaire après le conflit, Raymond Sabot devient aide de camp adjoint du général de Gaulle. Sous-lieutenant en 1948, il passe ensuite lieutenant en 1950, capitaine en 1957 et commandant en 1966. Après avoir été aide de camp du secrétaire d'État au ministre de la défense nationale, il devient, en juillet 1972, aide de camp d'André Bord, ministre des anciens combattants. Promu lieutenant-colonel, il prend sa retraite militaire en octobre 1973.
Raymond Sabot meurt le 7 août 2008 à Jouarre, en Seine-et-Marne, et est inhumé à Gerbécourt-et-Haplemont dans son département natal.

## Décorations
|  |  |  |  |  |  |
|  |  |  |  |  |  |
|  |  |  |  |  |  |
|  |  |  |  |  |  |

| Commandeur de la Légion d'Honneur                                            | Commandeur de la Légion d'Honneur                                            | Commandeur de la Légion d'Honneur                                            | Compagnon de la Libération Par décret du 7 mars 1941                 | Compagnon de la Libération Par décret du 7 mars 1941                 | Compagnon de la Libération Par décret du 7 mars 1941                 | Médaille militaire                             | Médaille militaire                             | Médaille militaire                             |                                        |                                        |                                        |
| Croix de guerre 1939-1945                                                    | Croix de guerre 1939-1945                                                    | Croix de guerre 1939-1945                                                    | Médaille des blessés de guerre                                       | Médaille des blessés de guerre                                       | Médaille des blessés de guerre                                       | Médaille de la Résistance française            | Médaille de la Résistance française            | Médaille de la Résistance française            |                                        |                                        |                                        |
| Médaille coloniale Avec agrafes "Libye 1941", "Bir Hakeim 1942" et "Tunisie" | Médaille coloniale Avec agrafes "Libye 1941", "Bir Hakeim 1942" et "Tunisie" | Médaille coloniale Avec agrafes "Libye 1941", "Bir Hakeim 1942" et "Tunisie" | Médaille commémorative française de la guerre 1939-1945              | Médaille commémorative française de la guerre 1939-1945              | Médaille commémorative française de la guerre 1939-1945              | Médaille commémorative de la campagne d'Italie | Médaille commémorative de la campagne d'Italie | Médaille commémorative de la campagne d'Italie |                                        |                                        |                                        |
| Médaille commémorative des services volontaires dans la France libre         | Médaille commémorative des services volontaires dans la France libre         | Médaille commémorative des services volontaires dans la France libre         | Médaille commémorative des services volontaires dans la France libre | Médaille commémorative des services volontaires dans la France libre | Médaille commémorative des services volontaires dans la France libre | Chevalier du Nichan Iftikhar (Tunisie)         | Chevalier du Nichan Iftikhar (Tunisie)         | Chevalier du Nichan Iftikhar (Tunisie)         | Chevalier du Nichan Iftikhar (Tunisie) | Chevalier du Nichan Iftikhar (Tunisie) | Chevalier du Nichan Iftikhar (Tunisie) |